# 全国五项球类运动会
全国五项球类运动会是1972年6月10日至6月30日间在中华人民共和国天津市、石家庄市、唐山市、保定市、张家口市、北京市为纪念毛泽东“发展体育运动、增强人民体质”题词20周年举行的篮球、排球、足球、乒乓球、羽毛球比赛。开幕式于6月9日在北京举行。7月2日举行颁奖典礼，周恩来等党政领导人亲自出席颁奖。来自中国人民解放军各大军区、各军兵种，中国各省、市、自治区和北京体育学院的2916名运动员参加了比赛。文化大革命开始后，中华人民共和国竞技体育进入沉寂期，而此次运动会打破了这一局面。